# محمد صالح الفارس
محمد بن صالح الفارس من كبار هواة ومهتمي التراث القديم في القطيف، ولد عام 1900م اشتهر بجمعه للتحف والقطع الأثرية وتحويل منزله إلى أكبر وأشهر متحف ليس بالقطيف وحدها وإنما في المملكة فإلى جانب اهتمامه بالثقافة بشكل عام يُعرف أنه رجل موسوعي مطلع على التاريخ ومهتم بكل جديد، فرغم أنه اقتصر في دراسته على الكتاتيب وحفظ القرآن الكريم إلا أنه ثقف نفسه بنفسه، توفي الأربعاء 15 يوليو 1992م في بومبائي، نقل جثمانه بالطائرة إلى وطنه، ودفن في مقبرة القطيف.

## حياته
بدأ العمل في الرابعة عشرة من عمره مع عمه الشيخ حسن الفارس الذي كان مديراً لبيت المال وجمارك القطيف ووكيلاً للحكومة في أملاكها في القطف والعقيق والأحساء.
وقد كان يعتمد عليه عمه لما أثبته من قدرة وجدارة وحسن تصرف رغم صغر سنه، كما تأثر بعمه الذي عرف بالكرم والسخاء ومساعدة الفقراء والمحتاجين ومساعدة الراغبين في الزواج، وبعد وفاة عمه عام 1922م استمر في العمل بتوجيه مباشر من جلالة الملك عبد العزيز، إذ تولى مناصب عدة أولها وظيفة أمين عام صندوق المالية والجمارك وكاتب العدل بالإضافة إلى قيام بعمل مدير أملاك ومدير المالية في حالة غياب مديرها، ثم عين بأمر من الأمير سعود بن جلوي – أمير المنطقة الشرقية وقتها – رئيساً لبلدية القطيف عام 1944م واستمر حتى عام 1955م ثم أصبح عمدة منطقة القلعة بالقطيف عام 1954 أي أثناء رئاسته للبلدية إلى عام 1968م حيث تقاعد عن العمل.

## بداية اهتمامه بالتراث
بدأت عنده هواية جمع التحف والنقود القديمة وكل ما يتعلق بالتراث بنهاية الحرب العالمية الثانية، عندما قرأ في إحدى الصحف أنه تم بيع طابعين أثريين عثر عليهما في كنيسة أيا صوفيا بخمسة آلاف ليرة ذهبية.
استهواه الأمر وكان حافزاً ومشجعاً له فتحول إلى هواية جمع الطوابع ثم تعددت هواياته إلى الاهتمام وعشق التراث والآثار والتاريخ بشكل عام، بذل في سبيل هذه الهواية الكثير من الجهد والمال وسافر من أجلها إلى جميع أنحاء المملكة وإلى الخارج مثل الهند وتركيا ومصر وغيرها، بدأ بتحويل منزله إلى متحف خاص ضاق بأهله مما اضطرهم إلى الرحيل إلى مسكن آخر، أما هو فبقي في منزله المتحف.

## شعبيته في الخليج العربي
قال عنه الأستاذ صالح الذكير عضو اتحاد المؤرخين العرب عند زيارته له في متحفه: 
«... خرجت من متحف الفارس وأنا أقول لنفسي: إنه لرجل تغلغل التاريخ فيه بصورة عملية، أي جمع الوثائق والصور والتحف والآثار التي تبقى شاهداً على أصالة تاريخنا وعراقة أهلنا.. ولما أتيحت لي مقابلة هذا الفارس، ودخلت متحفه، لم أتمالك أن أبدي الإعجاب بما شاهدت، ولكن إعجابي الأكبر كان بشخصيته وسعة علمه واطلاعه ورحلاته التي قام بها من أجل هوايته التي تحولت لعشق لازمه حتى آخر يوم في حياته.. ».
وقال أيضاً:
«لقد كرس الشيخ محمد بن صالح الفارس حياته لجمع الآثار وحفظ التاريخ على غير ما درج عليه الأدباء والعلماء، أي الاكتفاء بالتدوين والكتابة عنه فقط، كما يختار الإنسان أصدقاءه يختار هواياته، وسنرى كيف أن مجرد صدقة، أيقظت في الشيخ محمد – رحمه الله – حب الاستطلاع، ثم الحافز المادي الذاتي، يتحول إلى هواية وتصبح هذه الهواية نوعاً من العشق أنزلها من نفسه منزلة أبنائه وأهله، وأولا لصاحبه مثلهم تماماً».

صورة شخصية لمحمد صالح الفارس.

«قيل عنه أنه حقاً فارس، فهو لبعضهم مؤرخ ولآخر جامع آثار ولغيرهم عالم وأديب وشاعر، وهكذا أتوا على جميع الصفات التي يمكن أن تطلق على رجل أمضى عمره في جمع الآثار وحفظها وتدوين التاريخ بطريقة ملموسة تعيده حياً، ويمكن مشاهدته ولمسه».
وفي استطلاع لمجلة العربي (الكويتية) عن القطيف عام 1973م ذكر الكاتب في لقائه للحاج محمد الفارس أن كل من سألنا أجمع على أن نقوم بزيارة منزل محمد الفارس رئيس بلدية القطيف السابق، وأحد جامعي الآثار القديمة لحضارة هجر والقطيف. وكانت تربط محمد الفارس علاقة صداقة قوية بالشاعر المعروف خالد الفرج الذي كان رئيساً لبلدية القطيف.

قالوا لنا:
« ستشاهدون في منزله أكبر متحف خاص بآثار المنطقة، ومن خلال الزيارة القصيرة، شاهدنا الكثير من الأبواب الأثرية التي كانت موجودة في قلعة القطيف ومسجلاً عليها تاريخ صنعها، وكذلك السيوف الذهبية وآثار من أيام الأتراك، ومن أيام البرتغاليين، كلها تروي قصة تاريخ القطيف الطويل.»
وقال الذكير:
«.. ويحتفظ محمد الفارس في متحفه بمجوعة من النقود الذهبية، تعتبر فريدة من نوعها. وهي تضم المسكوكات الذهبية من أيام الحسين بن علي، وإلى جانب التحف، توجد أيضاً بعض المخطوطات العربية القديمة التي تروي تاريخ القطيف وتاروت ودارين. وهكذا كما يتضح حولت هواية جمع الآثار بيته الخاص إلى متحف حقيقي يقصده الزوار من المنطقة وخارجها، ويضم مجموعة قيمة من الآثار التي تنافس في أهميتها مقتنيات المتاحف الرسمية.. ».
وقال على المرهون في لقاء معه بمجلة قافلة الزيت فبراير، 1981م:
«إنه قد حول منزله في القلعة بالقطيف إلى متحف صغير، حيث أواني الفخار التي تعود إلى الحضارة الفينيققية، وقطع النقود القديمة.. وعندما يحدثك الشيخ الذي يعتبر من أوائل المهتمين بجمع الآثار في المنطقة الشرقية، عن معانهاته وتجاربه في هذا المجال، تدرك مدى الحاجة الماسة لإجراء مسح شامل يميط اللثام عن أسرار الحضارات الأولى التي قامت شرق الجزيرة العربية، ولا سيما بعد الاكتشافات المهمة في البحرين، وسائر بلدان الخليج العربي.».
وفي مقابلة له مع محمد الوعيل بجريدة الجزيرة 26 سبتمبر، 1986م:
« يقول إنه بدأ يجمع النقود القديمة، وحتى لا ينبه الناس إلى أهميتها فيرفعون سعرها، كان يقول للصاغة والتجار إذا جاءتكم نقود غير متداولة ولا تصلح للتعامل اعطوها لي وأنا أدفع لكم قيمتها. ولكن مع الأيام اكتشف الناس القيمة التذكارية للنقود القديمة فكان عليه أن يدخل في مساومات لشرائها بأي ثمن».
وقال عن فترة عمله كرئيس لبلدية القطيف، وكان أول رئيس لها هو الشاعر خالد الفرج وبعده محمد مبارك وغيرهم.. وأنه عن رئيساً للبلدية عام 1352هـ بأمر من الأمير سعود بن جلوي – أمير المنطقة – وكان قبلها عمدة للقطيف.

وقال المؤرخ الذكير عن آخر حياته:
«.. قضى حياته بعد التقاعد متفرغاً لمتحفه الخاص الذي كان يضم أهم مجموعة من الآثار في المنطقة كتفرغ الناسك في محرابه، فكان نادراً ما يبرحه، ويمضى فيه جل وقته، إما لاستقبال زواره أو الاهتمام بشؤون عائلته ومجتمعه، أو في القراءة والاطلاع على الكتب في مكتبته التي تضم عدداً من المخطوطات القديمة ومجموعة كبيرة من الكتب القديمة والحديثة. وكان لشغفه الكبير بآثار الهند دأب حتى أيامه الأخيرة على زيارتها مرة أو مرتين في العام».
قال عنه حفيده الدكتور هشام كمال الفارس:
« إنه لم يكن يهدف إلى الربح المادي، وأن جمعه للآثار مجرد هواية، ثم تحول إلى شغف وهدف ورسالة لحفظ الهوية والتاريخ، إذ كان مطلعاً على تاريخ المنطقة، وكان يربط قطع الآثار بمراحل هذا التاريخ، وكان يعيش وسط الآثار، وينام على سرير عمره أكثر من 150 عاماً، وكان يقول انه ينظر إلى الآثار التي في حوزته نظرة الأب إلى أبنائه، وكان لا يأخذ أي مقابل من الزوار بل يعطيهم هدايا، ويقول إنه يقول: لو أردت الربح بالبيع في المعارض الدولية ولأصبحت من أصحاب الملايين».

## متحف محمد صالح الفارس
من أبرز مقتنيات المتحف نقود يعود تاريخها إلى ما قبل الإسلام، بعضها من الذهب الخالص ودنانير تعود إلى عهد الخليفة الأموي عبد الملك بن مروان، وأخرى تعود للعصر العباسي والفاطمي، وأوانٍ من عهد الفينيقيين، وجدت في جزيرة تاروت عمرها لا يقل عن 2500 عام، وسيوف قديمة بعضها مطلي بالذهب أحدها عمره أكثر من 200 عام، بالإضافة إلى بنادق قديمة ودلال وأوان وسلال وأبواب وتماثيل ومخطوطات، وصور تاريخية وكثير من المقتنيات القديمة المتنوعة كما حوى المتحف عدداً كبيراً من قطع الأثاث القديمة شملت الصناديق ذات الإدراج السرية ودواليب الملابس والأسرة القديمة. وكان ينام حتى آخر حياته على واحد من هذه الأسرة التي لا يقل عمرها عن 150 عاماً.
زار المتحف الكثير من الشخصيات التي أعجبت وأشاور به مما حفز صاحبه على مواصلة هذه الرحلة وتنمية هذه الهواية، يذكر أن من بين من زاره جلالة الملك فيصل، وسمو الأمير محمد بن فهد بن جلوي والقنصل الأمريكي في الظهران، ورئيس شركة أرامكو، والعديد من الشخصيات والمهتمين والمواطنين والطلبة وغيرهم.
ساهم محمد الفارس من خلال متحفه لحفظ ونشر آثار المنطقة، وقد أهدى بعض مقتنياته المكررة لدار الآثار السعودية، وجامعة الملك سعود، كما تبرع بآثار أخرى إلى متحف العيني في دولة الإمارات العربية، واشترى منه الشيخ زايد بن سلطان آل نهيان رئيس دولة الإمارات العربية المتحدة بعض النقود القديمة، واشترى المتحف الإقليمي بالدمام مجموعة من آثار المتحف.
وكان المتحف يفتح أبوابه دائماً للجمهور دون مقابل، ومهمته نشر الوعي بتاريخ المنطقة وزيادة الاهتمام بالآثار، وكان يشجع الطلبة ويقدم لهم الجوائز والهدايا التشجيعية، وبالذات الطلبة المتفوقين والمبدعين، فقد كان محمد الفارس يزور المدارس وكان يتفقد أحوال الطلبة. ويقدم الهدايا للمتفوقين منهم، كما كان يحضر المناسبات التعليمية والاحتفالات المدرسية، ويمنح الجوائز للمشاركين في النشاطات المختلفة، كما كان يشجع الفتيات ويبدي استعدادا لمنح جائزة لأية طالبة لديها موهبة في نظم الشعر.
يقول في مقابلة له مع مجلة الشرق بالدمام عام 1978م:
« إن من أهم الأماكن الأثرية جزيرة تاروت والتي كانت تعرف عند الضينيقيين باسم تيروس. ودارين والعقير وكذلك منطقة الأحساء.. لأن جميعها كانت بمثابة همزة وصل، لها أهميتها في الطريق البحري التجاري الطويل لنقل التوابل والبخور والحرير من الشرق الأقصى إلى البحر المتوسط منذ ثلاثة آلاف سنة قبل الميلاد.».